# Koszt kapitału własnego
Koszt kapitału własnego (ang. cost of equity, CoE) to wymagana stopa zwrotu dla akcjonariuszy, jedna z podstawowych, obok kosztu kapitału obcego, zwanego też kosztem długu (ang. cost of debt, CoD), kategoria określająca koszt kapitału (ang. cost of capital, CoC) przedsiębiorstwa.
Koszt kapitału własnego nie ma charakteru księgowego, nie jest wykazywany w sprawozdaniach finansowych, nie występuje fizycznie, nie aktywuje tarczy podatkowej, należy go uznać za kategorię teoretyczną o wartości hipotezy, wartość możliwa lub oczekiwana, punkt odniesienia dla stopy zwrotu z inwestycji. Koszt kapitału własnego jest kosztem alternatywnym, bo wyznacza rentowność alternatywnych inwestycji w tej samej klasie ryzyka.
Kapitał własny jest droższym od kapitału obcego źródłem finansowania ponieważ w przypadku kapitału własnego występuje ryzyko nieodzyskania kapitałów oraz zmienności dochodów w czasie. Jeżeli koszt kapitału własnego i koszt kapitału obcego nominalnie jest taki sam to w przypadku kapitału obcego jego koszt jest efektywnie niższy o wartość tarczy podatkowej (odsetki stanowiące koszt uzyskania przychodów pomniejszają dochód do opodatkowania). Zapewnienie zwrotu przynajmniej równego temu, jaki jest wymagany przez inwestorów, jest warunkiem dostępu do kapitału. Dlatego należy postrzegać wymaganą stopę zwrotu dla akcjonariuszy jako koszt kapitału własnego.
Ustalenie kosztu kapitału własnego jest niezbędne w procesie wyceny projektu inwestycyjnego lub wyceny samego przedsiębiorstwa. Koszt kapitału własnego dla jego właścicieli jest indywidualnym kosztem inwestycji o takim samym ryzyku.

## Metody szacowania kosztu kapitału własnego
Istnieje bardzo wiele metod wyznaczania kosztu kapitału własnego, spośród których do najczęściej wykorzystywanych należą:
- Model APM (ang. Arbitrage Pricing Model)
- Model CAPM (ang. Capital Asset Pricing Model)
- Model DGM (ang. Dividend Growth Model) nazywany modelem Gordona[4].

Koszt kapitału własnego może być również wyznaczany na podstawie bardziej złożonych modeli, które opierają się w jeszcze większej mierze na subiektywizmie analityka (ATP czy technika składana), choć modele te niekiedy opierają się na lepszych założeniach, to trudniej jest zastosować je w praktyce rynkowej. Metody pozwalające na wycenę kosztu kapitału własnego możliwe są do zastosowania przede wszystkim w spółkach, które prowadzą ewidencję księgową, w mniejszym stopniu odnoszą się do pozostałych grup przedsiębiorstw.
Na rynkach wschodzących nie można stosować metod szacowania kosztu kapitału własnego stosowanych na rynkach rozwiniętych bez wcześniejszego dostosowania ich do potrzeb oraz specyfiki rynków słabiej rozwiniętych.

## Szacowanie kosztu kapitału własnego według modelu CAPM
Najczęściej używanym sposobem wyznaczania kosztu kapitału własnego jest model CAPM (ang. Capital Asset Pricing Model) – szczególnie w krajach wysoko rozwiniętych. Akcjonariusz inwestujący, w akcje określonego przedsiębiorstwa, wymaga przynajmniej zwrotu, jaki byłby w stanie uzyskać z inwestycji w instrument pozbawiony ryzyka, powiększonego o stosowną premię (rekompensatę) za ponoszone ryzyko inwestycji w akcje.
Ogólny wzór według modelu CAPM wygląda następująco:
{\displaystyle R=R_{f}+\beta \cdot (R_{m}-R_{f})}
gdzie:
- {\displaystyle R} – koszt kapitału własnego (oczekiwana stopa zwrotu)
- {\displaystyle R_{f}} – stopa zwrotu wolna od ryzyka (zazwyczaj stopa zwrotu z papierów skarbowych)
- {\displaystyle R_{m}} – stopa zwrotu z portfela rynkowego (oczekiwana rynkowa stopa zwrotu)
- {\displaystyle \beta } – współczynnik beta określający kowariancję stopy zwrotu danego papieru wartościowego ze stopą zwrotu z portfela rynkowego.

Różnica {\displaystyle (R_{m}-R_{f})} stanowi premię za ryzyko (ang. Market Risk Premium – MRP).
Przykład zastosowania modelu CAPM:
Zakładając, że Rf – stopa wolna od ryzyka to rentowność 5-letnich obligacji Skarbu Państwa jest równa 5%. Indeks WIG20 (Rm) w stosunku do okresu sprzed 5 lat wzrósł o 60% (rósł średnio 12% w przeciągu jednego roku – 60/5). Współczynnik β analizowanej spółki wynosi natomiast 1,5.
Pozostaje więc podstawić dane do wzoru uzyskując:
Koszt kapitału własnego = 5% + 1,5*(12%-5%) = 5% + 10,5% = 15,5%

## Relacja stopy kosztu kapitału własnego do ROE
Akcjonariusze będą wymagać aby stopa zwrotu z kapitału własnego (ROE) była wyższa od stopy kosztu kapitału własnego. W przeciwnym razie inwestycja w firmę będzie mniej korzystna niż inwestycja w alternatywne inwestycje na rynku o zbliżonym poziomie ryzyka.
Gdy stopa ROE jest wyższa od stopy kosztu kapitału własnego akcjonariusze będą skłonni do lokowania kapitału w wybranym przedsiębiorstwie, bo wówczas alternatywne inwestycje przyniosą niższe korzyści niż inwestycja w przedsiębiorstwo.

## Relacja stopy kosztu kapitału własnego do stopy kosztu kapitału obcego
Zazwyczaj dochody wierzycieli (np. banku) w postaci odsetek są znacznie bardziej stabilne od dochodów akcjonariuszy (zysk kapitałowy lub dywidenda). Większa zmienność dochodów akcjonariusza oznacza większe ryzyko, a to implikuje wyższą wymaganą stopę zwrotu, czyli wyższą stopę kosztu kapitału własnego, zatem akcjonariusze będą wymagać wyższej stopy zwrotu niż stopa kosztu kapitału obcego.

## Perspektywa inwestora i zarządu
Jeżeli stopa ROE jest większa lub równa stopie kosztu kapitału własnego przedsiębiorstwo nie będzie miało problemu z pozyskaniem kapitału od nowych inwestorów. Jeżeli stopa ROE jest mniejsza od stopy kosztu kapitału własnego, wówczas inwestorzy nie będą zainteresowani przekazywanie swojego kapitału do wykorzystania przez zarząd (zarząd osiąga stopę niższą niż alternatywne możliwości).
Jeżeli stopa kosztu kapitału obcego jest niższa lub równa stopie kosztu kapitału własnego, lepiej jest pozyskiwać do finansowania inwestycji kapitał obcy niż angażować posiadane środki własne.
Jeżeli stopa kosztu kapitału obcego jest wyższa od stopy kosztu kapitału własnego, lepiej jest finansować inwestycje środkami własnymi.

## Zalety
- zapewnia obiektywną wycenę kosztu alternatywnego inwestycji przy tym samym poziomie ryzyka
- pozwala na optymalizację kierunków decyzji inwestycyjnych
- zapewnia względną porównywalność możliwych stóp zwrotu z inwestycji w obszarze danej branży

## Wady
- wysoka pracochłonność wyznaczania
- wysokie zróżnicowanie stosowanych modeli wyceny
- arbitralność przyjmowanych poszczególnych elementów składowych w poszczególnych modelach
- trudności w uspójnieniu źródeł stanowiących podstawę kategorii poszczególnych modeli
- przyjmowanie parametrów retrospektywnych (z przeszłości) do wyznaczenia wartości prospektywnej (na przyszłość), co generuje ryzyko niedoszacowania
- nie zapewnia obiektywnej porównywalności możliwych stóp zwrotu z inwestycji pomiędzy branżami, ze względu na silne zróżnicowanie branżowe kosztu kapitału własnego